# マズィル市電
マズィル市電（ベラルーシ語: Мазырскі трамвай）は、ベラルーシのマズィルを走る路面電車。ソビエト連邦（ソ連）時代の1988年に開通したベラルーシで最も新しい路面電車路線で、2020年現在は公開株式会社（ОТКРЫТОЕ АКЦИОНЕРНОЕ ОБЩЕСТВО、ОАО）であるマズィル製油所（МОЗЫРСКИЙ НЕФТЕПЕРЕРАБАТЫВАЮЩИЙ ЗАВОД）の路面電車管理部門（ТРАМВАЙНОЕ УПРАВЛЕНИЕ）によって運営されている。

## 概要
マズィル市内中心部とマズィル製油所を始めとした工業地帯を結ぶ公共交通機関として路面電車を建設する計画は1973年から始まり、同年から建設が行われたが、当初の予定より長期化し予算も不足した結果、計画自体が一時凍結される事態となった。その後、1984年の決議を経て1986年1月から建設が再開され、ソ連末期の1988年8月1日から営業運転を開始した。
全長約20 kmの路線は全て道路と分離した複線の専用軌道で、最高速度60 km/hの走行も可能な設計となっている。停留所は20箇所に設置されており、全区間乗車時の所要時間は約40分である。運賃は区間によって異なり、マズィル市内の基本料金は0.5ルーブル、市内 - 郊外地域間は0.58ルーブル、市内 - 工業地帯間は1.33ルーブルとなっている。また1ヶ月分の定期券の発行も行っている。
2024年7月時点で在籍する車両は54両で、そのうち営業運転に使用されている47両は全てソ連時代に導入されたKTM-5M3であった。全車とも運転台は片方にのみ設置されており、路線には折り返し用のループ線が4箇所に設置されている。また、44両については2両編成（22本）を組み連結運転を実施している。一方、老朽化が進んだこれらの車両の置き換えを目的に、ベラルーシの車両メーカーであるBKMホールディングが展開する超低床電車のT811の導入が進められており、最初の車両は2024年7月31日に営業運転を開始した。以降2027年までに28両が導入される事になっており、こちらも2両編成（14本）の連結運転が行われる。

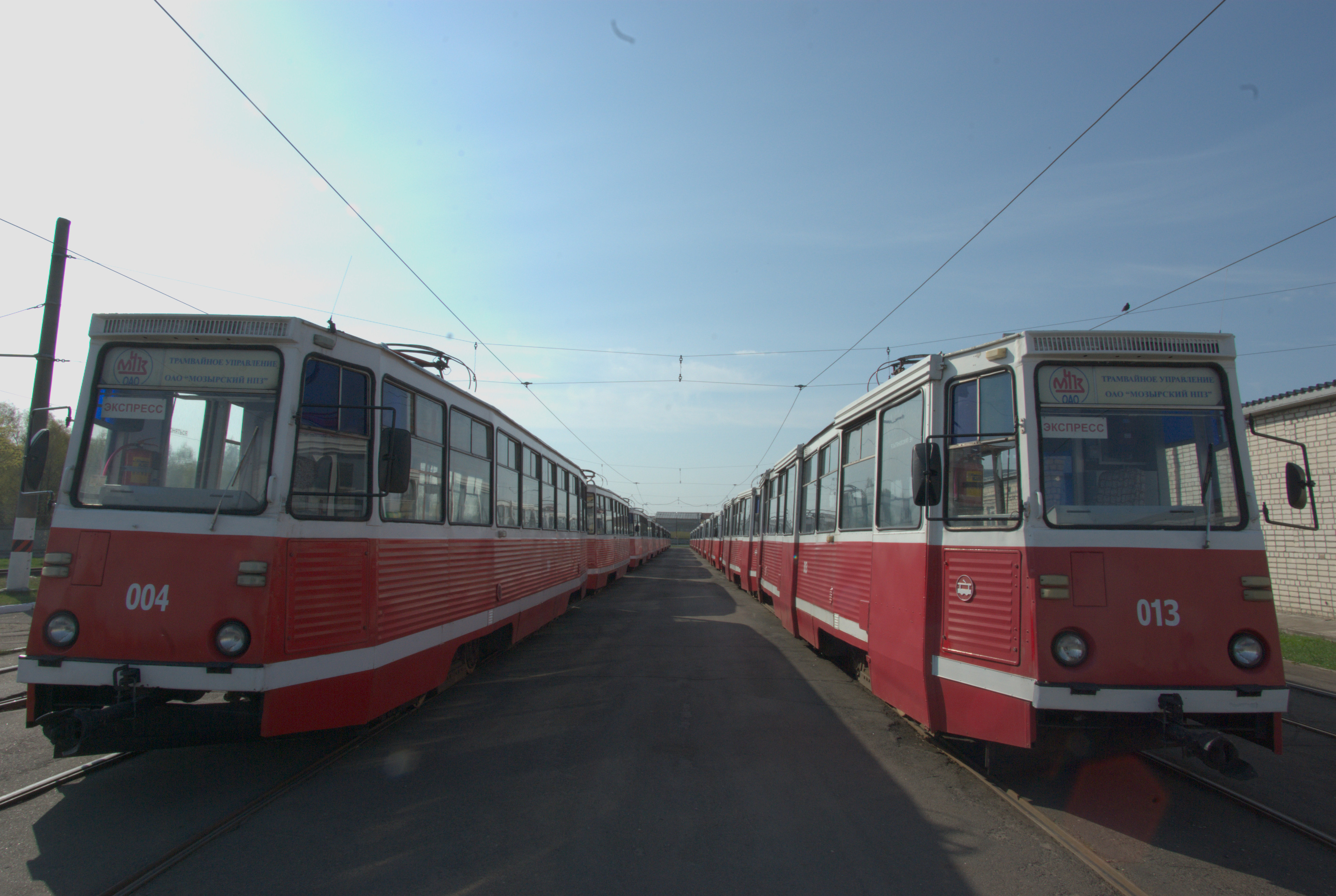
車庫に並ぶKTM-5M3（2010年撮影）
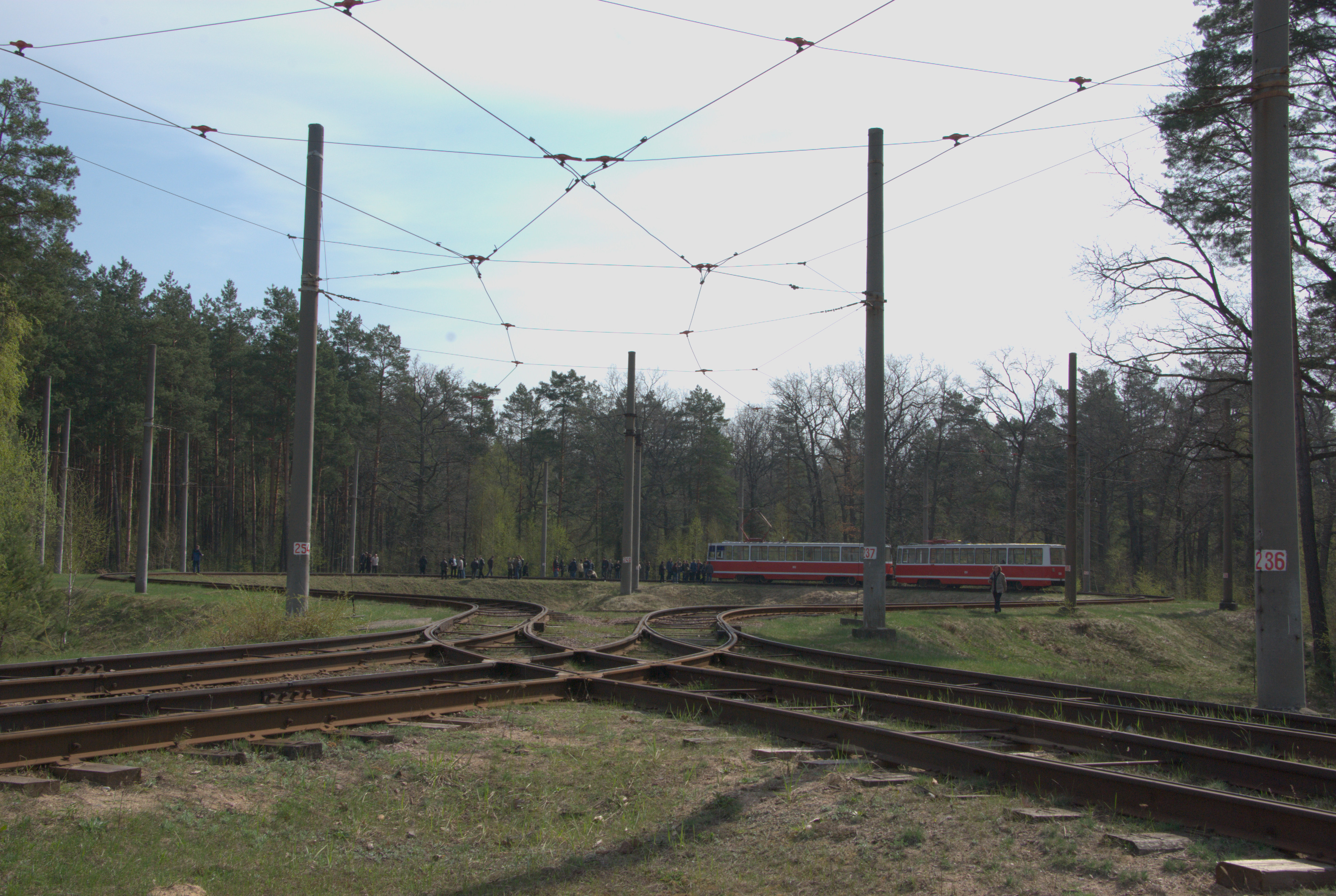
折り返し用のループ線を進む列車（2010年撮影）
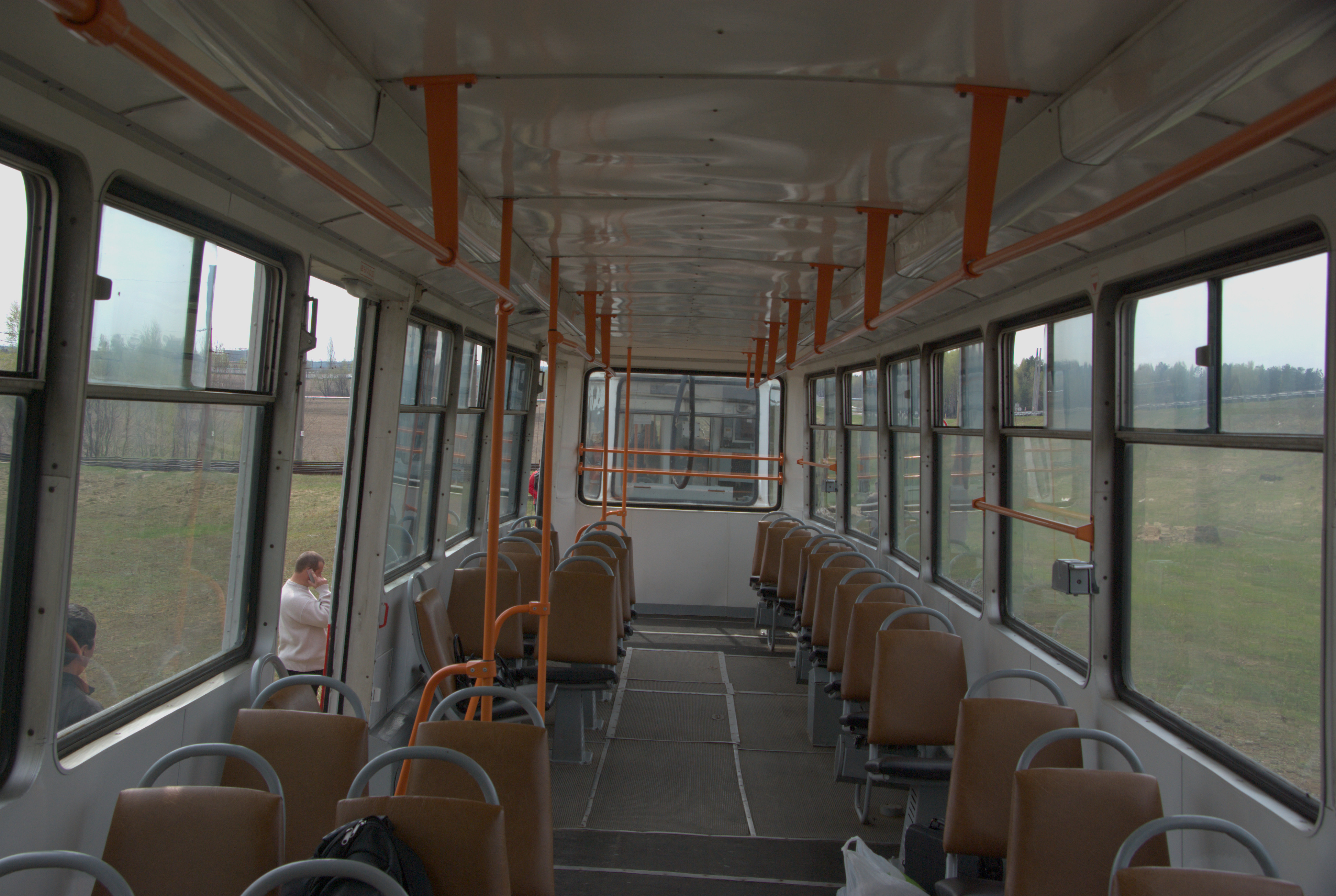
KTM-5M3の車内（2010年撮影）
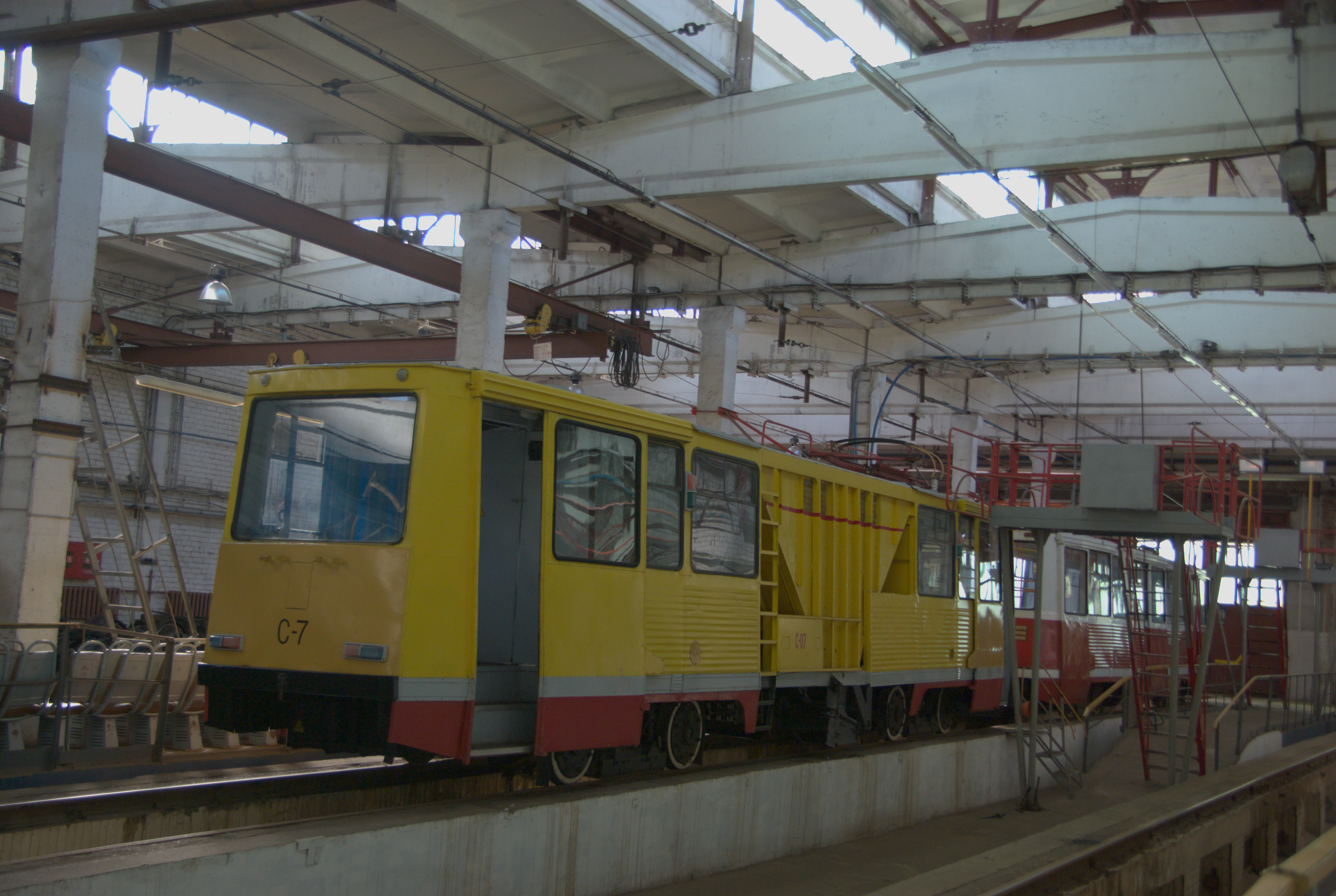
事業用車両（バラスト輸送車）（2010年撮影）
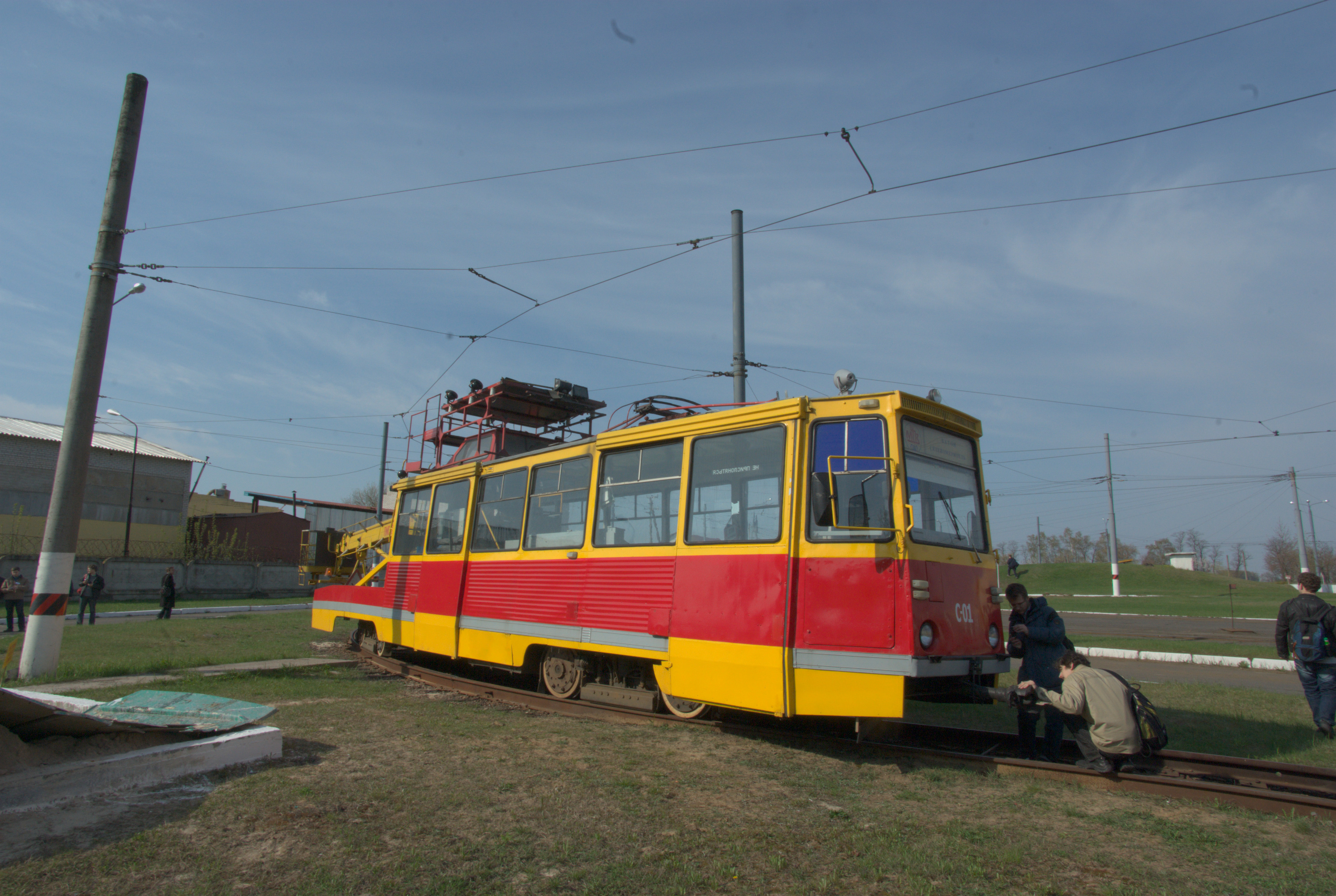
事業用車両（高所作業車）（2010年撮影）
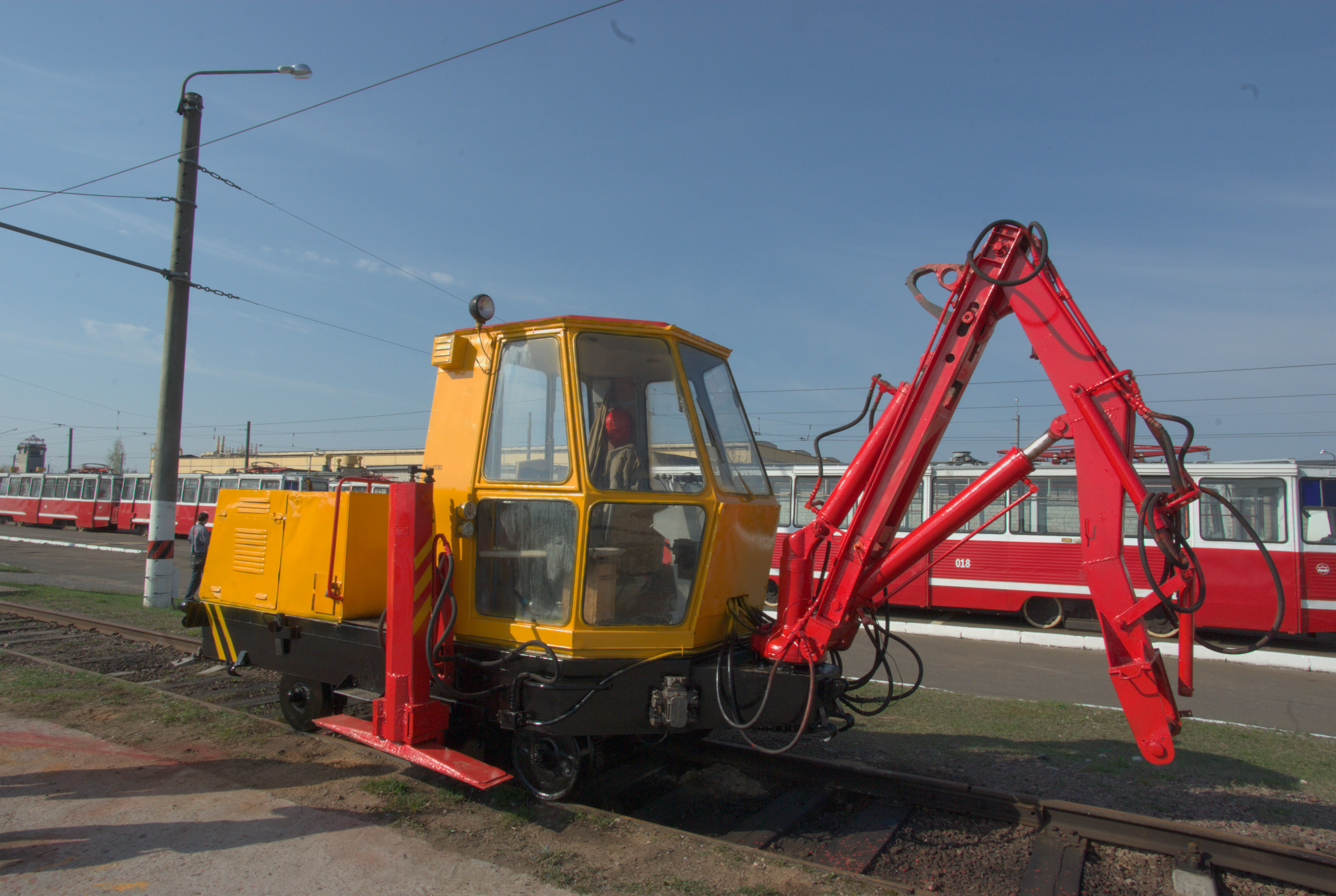
事業用車両（2010年撮影）

## 系統
2020年現在のマズィル市電は1本の路線のみ存在するが、需要に応じて以下の4つの系統が運行している。ダイヤは月曜 - 木曜、金曜、週末の3種類が存在し、始発列車（6時30分）、最終列車（24時20分）の出発時刻は全て共通する。列車の多くは朝夕・午後のラッシュ時に集中しており、工場や発電所の操業時間に合わせたダイヤが組まれている。
| 系統名    | 起点                                     | 終点                                   | 解説・参考                                                                    |
| --------- | ---------------------------------------- | -------------------------------------- | ----------------------------------------------------------------------------- |
| (なし)    | 路面電車管理所 (Трамвайное управление)   | マズィル製油所 (Мо́зырский НПЗ)         | 各駅停車 主にラッシュ時以外の時間帯に運行                                     |
| E(Э)      | 路面電車管理所 (Трамвайное управление)   | マズィル製油所 (Мо́зырский НПЗ)         | 郊外地域の電停は通過 ラッシュ時に運行                                         |
| P(П)      | 路面電車管理所 (Трамвайное управление)   | ペンキー (Пеньки)                      | 区間列車 各方面の始発列車のみ運行                                             |
| TETs(ТЭЦ) | マズィルスカヤ火力発電所 (Мозырская ТЭЦ) | 路面電車管理所 (Трамвайное управление) | 区間列車 マズィルスカヤ火力発電所発の列車のみ運行 郊外地域の電停は通過(Э-ТЭЦ) |

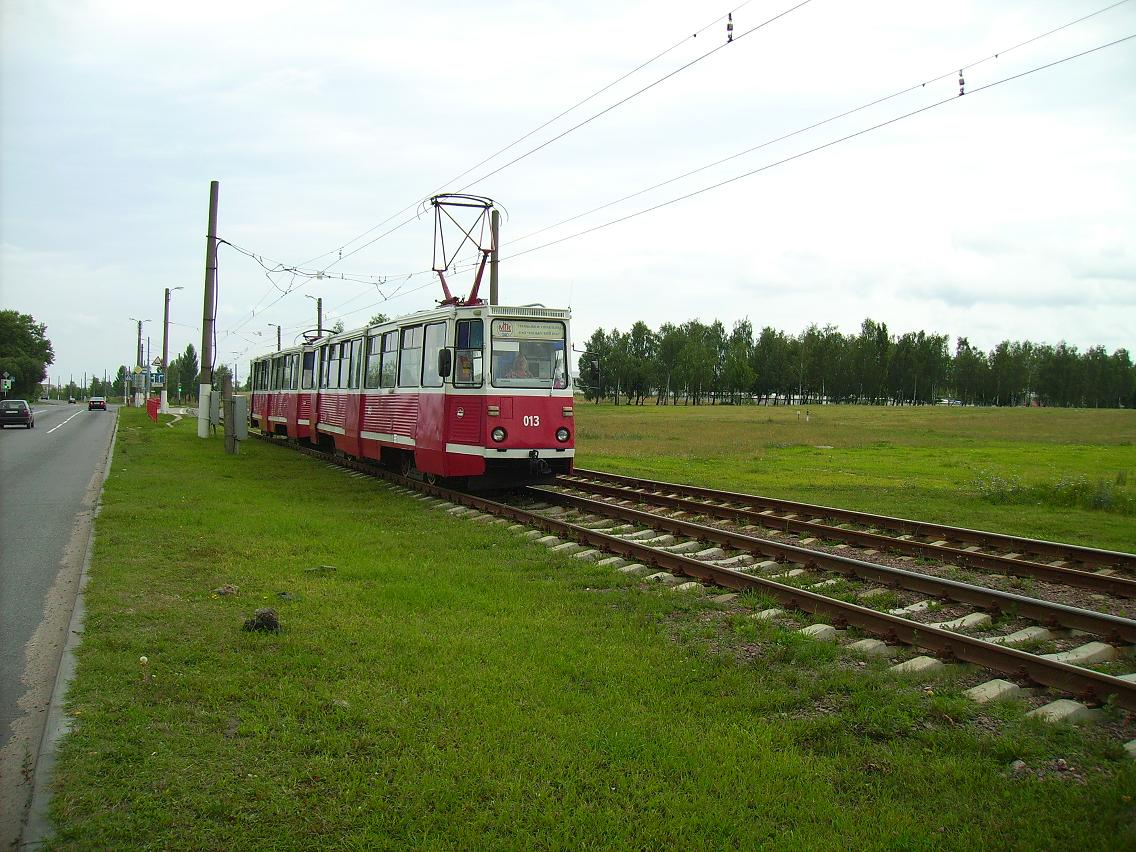
2両編成で運行するマズィル市電の列車
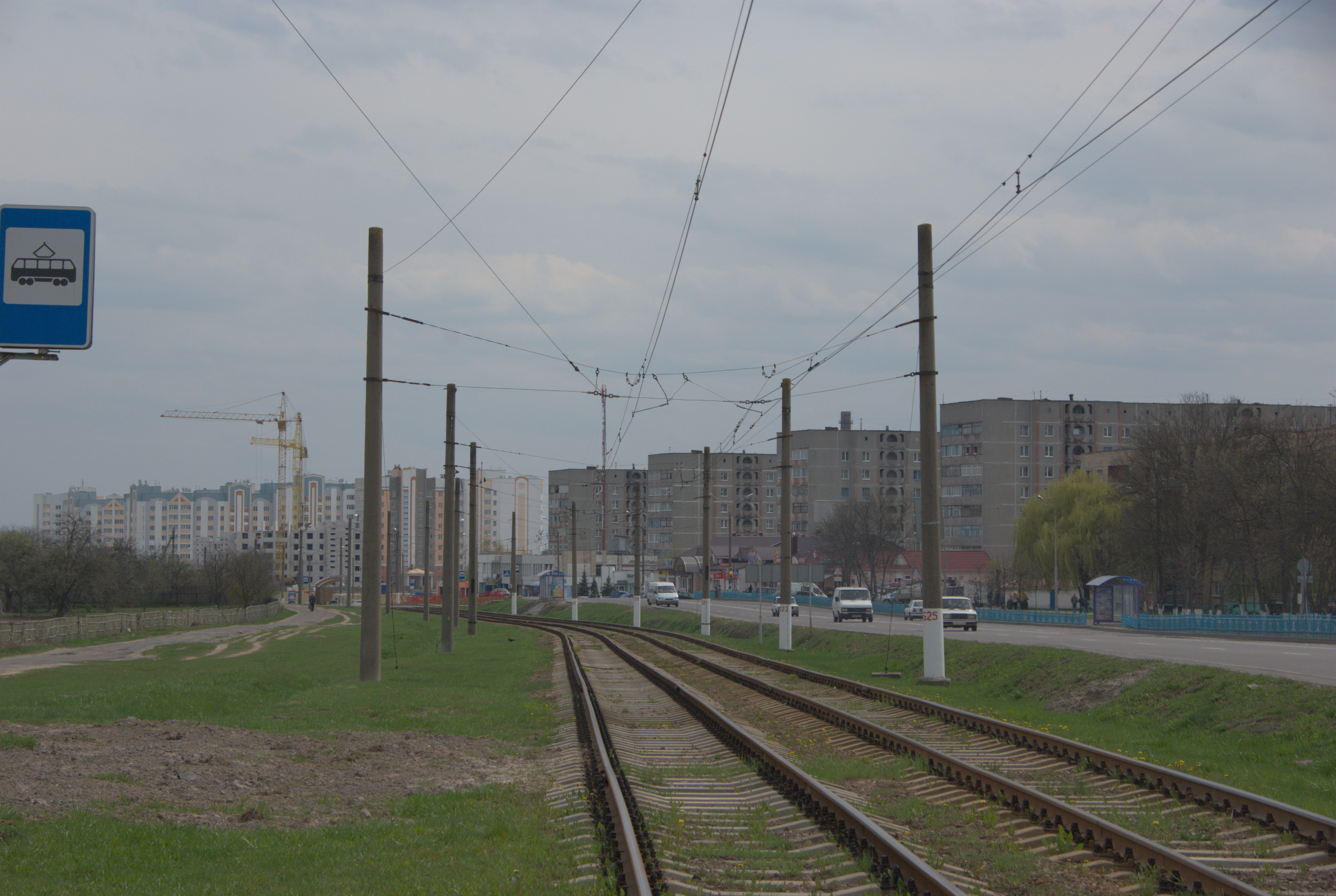
マズィル市電の専用軌道
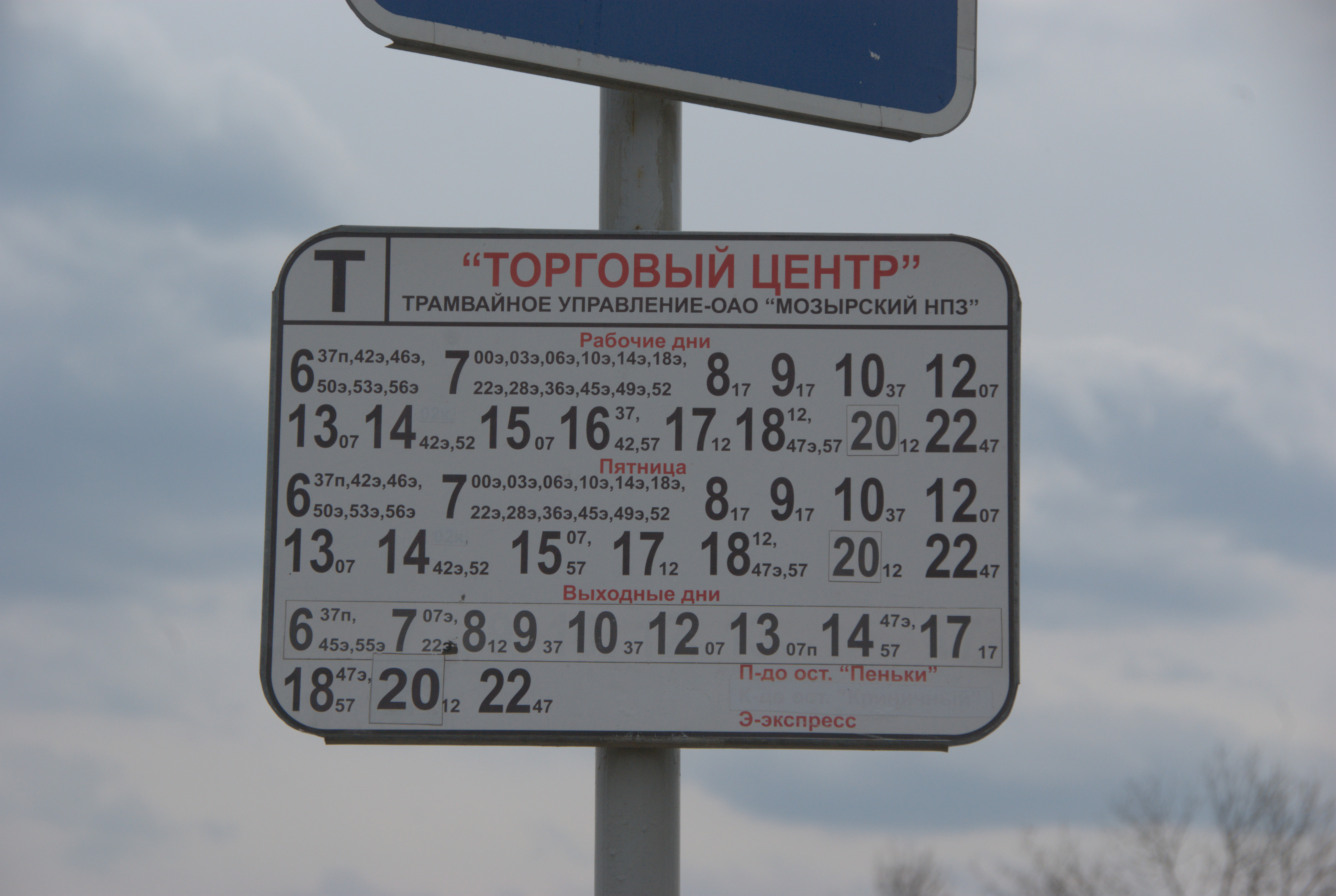
電停に設置された時刻表